# 埃及—乌克兰关系
埃及—乌克兰关系（阿拉伯語：العلاقات المصرية الأوكرانية）描述非洲国家埃及与欧洲国家乌克兰之间的双边关系。随着苏联解体与乌克兰独立，阿拉伯埃及共和国在1991年12月宣布承认乌克兰，两国于翌年正式建立外交关系。

## 历史
1991年苏联解体后，埃及政府随即承认了自苏联独立出来的国家，而乌克兰是最早接待埃及外交使团的前苏联国家之一。1992年1月25日，埃及副总理兼计划部长卡迈勒·詹祖里率领埃及代表团访问乌克兰首都基辅，两国由此正式建立外交关系，首批埃及外交官于1993年5月抵达乌克兰。1993年9月1日，乌克兰驻埃及大使馆在埃及首都开罗正式开馆。2008年4月，乌克兰总统维克托·尤先科对埃及进行了国事访问。2010年，乌克兰总理尼古拉·阿扎罗夫曾率团访问埃及。
俄罗斯入侵乌克兰后，埃及保持中立，在外交声明中呼吁各方保持克制，要求确保人道主义援助的畅通以及避免经济制裁对普通民众造成伤害。此外，埃及利用其与俄乌双方的关系，亦试图推动停火和外交解决冲突。2022年3月联合国提出谴责俄罗斯对乌克兰的入侵之决议时，埃及投下了赞成票。根据《华盛顿邮报》报导，埃及总统阿卜杜勒-法塔赫·塞西曾秘密下令制作40000枚火箭弹提供给俄罗斯，但埃及方面否认这一说法，其后《华盛顿邮报》又报导称根据五角大楼泄露的资料，埃及已暂停向俄罗斯提供武器的计划，并在与美国高官会谈后同意将这批火箭弹经由美国提供给乌克兰。2023年6月，埃及派员随非洲访问团相继访问了俄罗斯和乌克兰，以促进两国的和平进程。

## 双边关系
乌克兰与埃及均在对方境内设有大使馆，并相互派驻大使。据统计。2010年代乌克兰人出境旅游首选的非欧洲国家是埃及，2014年前往埃及旅游的游客达446,450人次，2019年达1,500,000人次，即使是在2019冠状病毒病疫情爆发的2020年，乌克兰也有约727,100人次到访埃及。此外，埃及是乌克兰在非洲和中东地区最大的贸易伙伴，至俄罗斯入侵乌克兰前夕，埃及30%的小麦进口自乌克兰，且约有4000名乌克兰人在埃及留学、工作及定居。